# Musique de film
Ne pas confondre avec l'expression « bande-son », qui concerne l'ensemble des sons d'une œuvre (dont la musique).

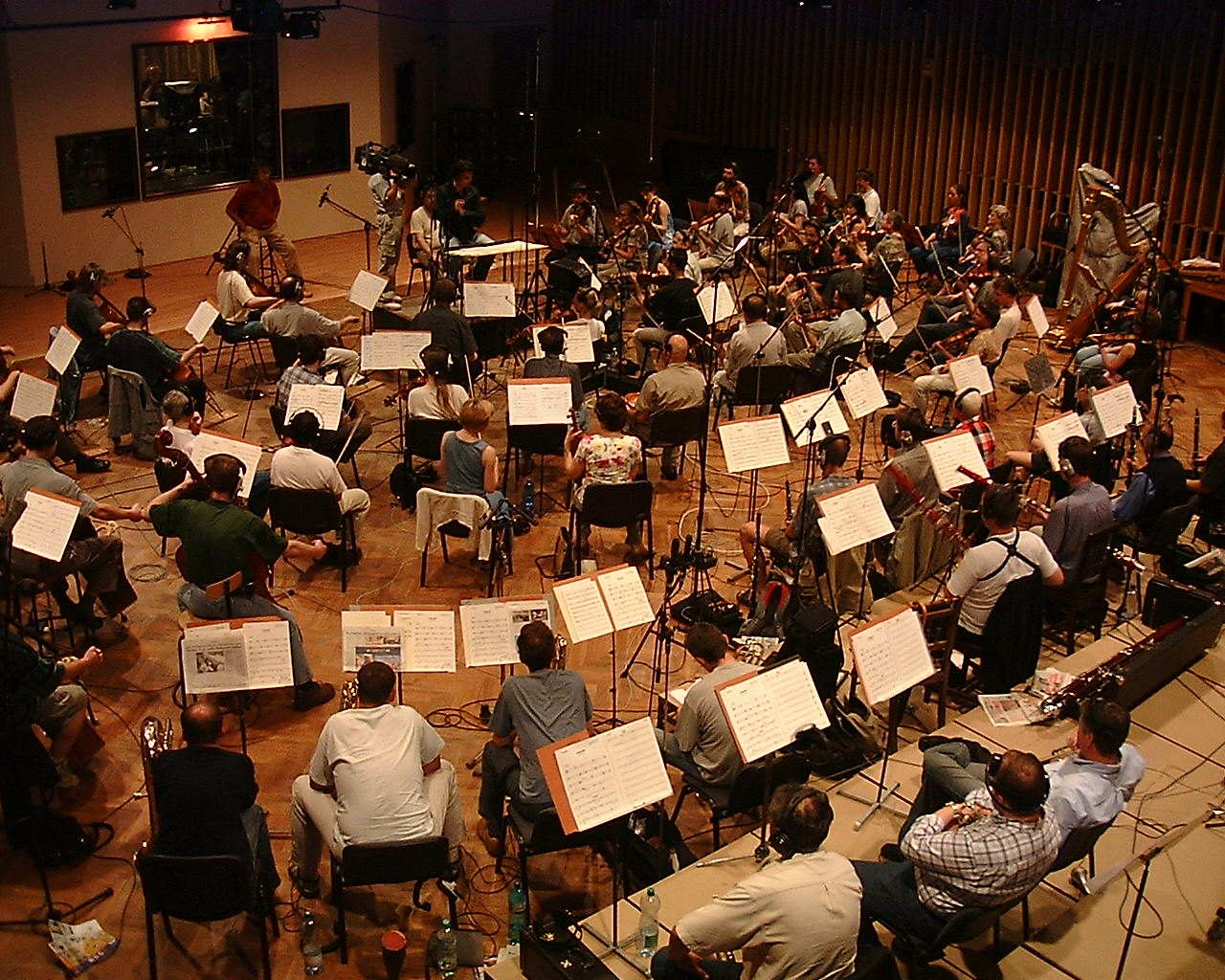
Session d'enregistrement de la musique du film Nouvelle-France à Prague en 2004.

La musique de film est la musique utilisée pour un film, voulue par le réalisateur ou le producteur. Il peut s'agir de musique préexistante ou de musique composée spécialement pour le film, dite musique originale. On parle aussi de « bande originale » (BO), ou en anglais d'« original soundtrack » (OST), ces expressions désignant normalement la musique originale mais étant parfois utilisées pour désigner l'ensemble de la musique d'un film, d'une série ou d'un jeu vidéo, notamment dans le cadre de leur exploitation commerciale (ex. : album).

## Histoire

### Origine de la musique au cinéma
En 1891, l'inventeur et industriel américain Thomas Edison, présentait au public les premiers films du cinéma. Le grand rêve d’Edison, était de coupler l’image et le son correspondant : « On pourrait ainsi assister à un concert du Metropolitan Opera cinquante ans plus tard, alors que tous les interprètes auraient disparu depuis longtemps. »
Un an plus tard, en 1892, Émile Reynaud avait inventé le dessin animé avec son Théâtre optique. L'inventeur et dessinateur français avait en outre compris que la dramaturgie d’images animées demandait un support aux vertus rythmiques et lyriques : la musique. Ainsi, il chargea un certain Gaston Paulin d'écrire pour chaque représentation une musique originale afin de soutenir l’action des personnages dessinés. C'était les premières musiques de film, bien qu'elles ne furent jamais enregistrées mais seulement transcrites sur partitions puisque Gaston Paulin les interprétait lui-même au piano et qu'il adaptait le cours de sa musique aux improvisations dont Émile Reynaud enrichissait les projections (arrêt sur image, marche arrière, etc.).
Dans les jours qui suivirent la première représentation des frères Lumière, en janvier 1896, le pianiste Émile Malaval vint improviser pour tenter de couvrir le bruit désagréable de crécelle métallique de l'appareil de projection. Cette tradition de fête foraine sera reprise depuis dans la majorité des salles de cinéma et dans les foires. Un piano ou un violon faisaient l'affaire mais, dans les salles des quartiers riches, un orchestre de quelques instrumentistes améliorait l’accompagnement musical.
En 1908, le compositeur de renom Camille Saint-Saëns accepta d’écrire pour la société de production Le Film d'art, la première musique originale pour un film : le film muet L'Assassinat du duc de Guise, réalisé par André Calmettes et Charles Le Bargy.
En 1909, la société de production Edison Studios édita Suggestion for Music, un catalogue dans lequel chaque action ou émotion est associée à une ou plusieurs mélodies extraites du répertoire classique. De même, Playing to Picture (W.T. George, 1912), Sam Fox Moving Picture Music Volumes (J.S. Zamacki, 1913), Motion Pictures Moods for Pianists and Organists : A Rapid-Reference Collection of Selected Pieces (Ernö Rapee, 1924) sont des ouvrages musicaux qui classent minutieusement les pièces classiques et les compositions originales pour une utilisation lors d’une projection de film.
Les premières partitions écrites spécifiquement pour le cinéma jouent généralement le même rôle que les morceaux du répertoire classique qu'elles remplacent : elles ne font que soutenir le discours cinématographique, souvent avec emphase et redondance. Cette réduction de la musique à une fonction de redoublement amènera le compositeur Igor Stravinsky à la comparer à du « papier peint ».
Finalement, c'est à partir des années 1930 que la musique originale de film se démocratise et, petit à petit, elle brise le cocon de simple accompagnement sonore pour apporter une dimension supplémentaire chargée de sens. Ainsi, au-delà de son apport esthétique, elle devient utile et participe au récit.

### Héritage de la musique classique
Il est assez courant de vouloir lier la musique de film à la musique classique, bien que les genres adoptés par les compositeurs de musique de film soient très divers. Une versatilité qui s'étend de la musique symphonique à la musique minimaliste.
Lors de l'âge d'Or d'Hollywood, les compositeurs de film (pour la plupart européens) sont les véritables héritiers de la musique romantique de Richard Wagner, Johannes Brahms et Richard Strauss, et il est courant de trouver des structures musicales narratives proches de celles employées dans les poèmes symphoniques (Max Steiner, Erich Wolfgang Korngold, Miklós Rózsa, Bernard Herrmann, etc.). Par ailleurs, la musique devient omniprésente avec de longues mélodies et parfois des développements thématiques et l'utilisation de leitmotivs.

### Modernisme
Les trois décennies qui suivent voient arriver l'intégration d'éléments de musique populaire, et l'utilisation diégétique de la musique. Les compositions deviennent davantage partie intégrante de l'action (Elmer Bernstein, John Barry, Ennio Morricone, Jerry Goldsmith, John Williams).
La partition de John Williams pour le film Les Dents de la mer de Steven Spielberg en est un exemple révélateur. Le thème musical devient un leitmotiv induisant l'appréhension à lui seul à plusieurs reprises dans le film et transforme l'attente du spectateur en véritable angoisse.

### Musique numérique
À l'ère du numérique (dans les années 1990), les partitions au départ fort inspirées (Hans Zimmer, Alan Silvestri, Danny Elfman, James Horner, etc.), tendent a se standardiser avec l’émergence de sociétés de production telles que Remote Control Productions (les musiques d'ambiance prédominent avec des textures qui se ressemblent, souvent un style électro fait de boucles maintes fois entendues). Toutefois, il y a de nombreuses innovations dans la musique de film, provenant en particulier d'Hans Zimmer (utilisation des chœurs dans des musiques d'action depuis USS Alabama, mixité entre la musique électronique et symphonique, instruments exotiques, musique expérimentale, etc.). Ces innovations sont ensuite couramment reprises par d'autres compositeurs de musique de film.

## Utilité et pouvoirs de la musique
La fonction expressive de la musique (dramatique, lyrique, esthétique ou symbolique) vient en appui de la narration, que ce soit pour caractériser ou illustrer musicalement la scène, lui conférer un pouvoir émotionnel sur le spectateur, voire devenir un protagoniste à part entière comme l'estime Alexandre Tylski en se référant au propos de Steven Spielberg sur la musique d'Indiana Jones.
La musique peut ainsi être utilisée de plusieurs manières dans un film :
- Musique d'accompagnement et de soulignage sonore des actions (technique appelée mickeymousing) ;
- Musique thématique, qui permet une certaine unité ou qui peut être associée à un personnage ;
- Musique symbolique ;
- Musique non émotionnelle, qui a par exemple pour fonction de donner un rythme.

La musique devient parfois indissociable de l'image et nombreux sont les réalisateurs qui lui accordent une place de choix. Les thèmes musicaux de certains films sont devenus de grands succès populaires.
Des collaborations durables peuvent s'installer entre réalisateur et compositeur, dont voici les principales :
- Raoul Ruiz et Jorge Arriagada (52 fois) ;
- Claude Lelouch et Francis Lai (37 fois) ;
- Blake Edwards et Henry Mancini (29 fois) ;
- Steven Spielberg et John Williams (29 fois) ;
- Claude Chabrol et Pierre Jansen (28 fois) ;
- Jean-Pierre Mocky et Vladimir Cosma (20 fois) ;
- Robert Zemeckis et Alan Silvestri (20 fois) ;
- Joel et Ethan Coen et Carter Burwell (18 fois) ;
- David Cronenberg et Howard Shore (18 fois) ;
- Tim Burton et Danny Elfman (17 fois + 1 série télévisée) ;
- Luc Besson et Éric Serra (17 fois) ;
- Jean Girault et Raymond Lefèvre (16 fois) ;
- Federico Fellini et Nino Rota (15 fois) ;
- Hayao Miyazaki et Joe Hisaishi (11 fois).

## Distinctions
Les compositeurs de musique de film peuvent être récompensés par des prix tels que l'Oscar de la meilleure musique de film, le Golden Globe de la meilleure musique de film, le British Academy Film Award de la meilleure musique de film, le Grammy Awards de la meilleure bande originale, le César de la meilleure musique originale ou les World Soundtrack Awards.

## Commercialisation
Au moment de la sortie en salles, souvent avant pour les très grosses productions et plus rarement après pour d'autres, la musique d'un film peut être vendu au public et devenir un produit dérivé.
Il peut y avoir deux types de produits :
- Original Motion Picture Soundtrack, où sont regroupés généralement des titres « sur catalogue » fournis par les majors et apparaissant plus ou moins dans le film, ou des morceaux « inspirés par le film ». Suivant la production, il s'agit essentiellement de chansons, de musique classique ou de morceaux de jazz ;
- Original Motion Picture Score, où figure la véritable musique composée pour le film.

## Documentaires sur le sujet
- 2016 : Score: A Film Music Documentary (en), un film documentaire réalisé par Matt Schrader (en).
- 2019 : Les Génies de la musique de film (Great Film Composers: The Music of the Movies), série documentaire britannique de 12 épisodes réalisée par Lyndy Saville et produite par 3DD Productions (en).